# Alfred-Victor Fournier
Pour les articles homonymes, voir Fournier.
Alfred-Victor Fournier ou Victor Fournier, né le 3 septembre 1872 à Paris où il est mort le 1er décembre 1924, est un peintre français.

## Biographie
Alfred-Victor Fournier est le fils d'Antoine Léopold Fournier et de Jenny Henriette Poix, plumassiers.
Élève de Jean-Léon Gérôme, de Paul-Émile Boutigny et d'Albert Maignan. Il expose au Salon de 1899 à 1924. Il devient membre de la Société des artistes français en 1901 et est récompensé d'une mention honorable en 1902, d'une médaille de troisième classe en 1906 et du prix Albert Maignan en 1911.
En 1908, il épouse à Bordeaux Jeanne Ricaud ; le peintre Eugène Gauguet est témoin du mariage.
Peintre de marine, de paysage, de scène de genre et de quelques portraits, il réalise de nombreux tableaux à Concarneau et de la Bretagne. Il est ainsi rattaché à l'« École de Concarneau ». Près de la plage des Dames, il fait construire en 1904 une villa rue Jacques-Toiray à Concarneau où il viendra souvent séjourner jusqu'à sa mort,. Cette villa est détruite en 2015 pour la construction de deux immeubles d'habitation,,.
Il meurt à son domicile de la rue Hégésippe-Moreau, à l'âge de 52 ans.

## Œuvres en collection publique
- Saint-Brieuc, musée d'Art et d'Histoire :
  - Travailleurs, triptyque[11]
  - Ma mère[12]
  - Soir à Pont-Croix[13],[14]

## Œuvres exposées aux Salons parisiens
- Foyer picard, au Salon de 1899
- Fin de séance, au Salon de 1900
- Au foyer ; intérieur breton, au Salon de 1901
- Au soir ; Bretagne, au Salon de 1902
- Intérieur breton, au Salon de 1903
- Moissonneurs bretons, au Salon de 1903
- Ma mère, au Salon de 1904
- Commères ; Bretagne, au Salon de 1906
- Premier émoi ; Bretagne, au Salon de 1906
- Croquis de port, au Salon de 1907, dessin
- Flânerie ; chez la baigneuse, à Concarneau, au Salon de 1907
- Propos d'été ; Concarneau, au Salon de 1908
- Travailleurs, au Salon de 1909, triptyque
- Le coup de collier ; canal Saint-Martin, au Salon de 1910
- Fin de semaine au port, au Salon de 1911
- Heure calme, au Salon de 1912
- Secret d'État, au Salon de 1912
- Les Saisons, au Salon de 1913, projet de décoration pour un hall
- Au soleil, au Salon de 1913
- Automne, au Salon de 1913
- Carton pour tableau, au Salon de 1913, dessin
- "Match abandonné", au Salon de 1914
- Croquis, au Salon de 1921, fusain
- Amandiers en fleurs, au Salon de 1922
- Les vignes vierges, au Salon de 1922
- Jardin le matin, au Salon de 1922
- Le mascaron de plomb, au Salon de 1922
- Pêcheurs bretons, au Salon de 1923
- Neige fondante, Versailles, au Salon de 1923
- La nappe blanche, au Salon de 1924
- Jardin, au Salon de 1924
- L'heure des vêpres, au Salon de 1924
- Quiétude, au Salon de 1924

## Distinction
- Officier d'académie (8 mars 1908)[15]